# Le Chasseur de primes (bande originale)
The Bounty Hunter - Original Motion Picture Score, est la bande originale distribué par Sony Music, de la comédie américaine, Le Chasseur de primes, réalisé par Andy Tennant en 2010. C'est le compositeur américain George Fenton, qui en a écrit la partition musicale.

## Liste des titres
Toute la musique est composée par George Fenton.
| 1.    | Italia / Milo's Theme                    | 2:05 |
| 2.    | Nicole's Theme                           | 1:02 |
| 3.    | The Courthouse / Jimmy's Kidnap          | 1:43 |
| 4.    | Looking for Nic / Drive to Atlantic City | 2:13 |
| 5.    | Nello Nic                                | 1:44 |
| 6.    | I'm Deadly Serious                       | 1:20 |
| 7.    | Trunk Calls                              | 2:55 |
| 8.    | The Bribe                                | 1:54 |
| 9.    | Ray / Dwight / Stu                       | 1:42 |
| 10.   | You Said Five                            | 1:14 |
| 11.   | The Seduction                            | 2:15 |
| 12.   | Tasered                                  | 2:51 |
| 13.   | What We Had                              | 2:23 |
| 14.   | Black S.U.V.                             | 2:48 |
| 15.   | Nice Work                                | 2:21 |
| 16.   | Cupid's Cabin                            | 4:24 |
| 17.   | The Panther and the Depot                | 5:18 |
| 18.   | Happy Anniversary / End Titles           | 4:27 |
| 44:43 |                                          |      |

## Musiques additionnelles
- Outre les titres présents, sur l'album, on entend aussi durant le film les morceaux suivants [1] :
  - Fire Burning
    - Écrit par Sean Kingston[2], Bilal Hajji et RedOne[3]
    - Interprété par Sean Kingston
    - Avec l'aimable autorisation d'Epic Records
    - Par arrangement avec Sony Music Entertainment

  - In Yer Own Bed
    - Écrit par Ian Blurton
    - Interprété par Blurtonia
    - Par arrangement avec Coda Music

  - She Got the Goldmine (I Got the Shaft)
    - Écrit par Tim DuBois
    - Interprété par Jerry Reed
    - Avec l'aimable autorisation de The RCA Records Label Nashville
    - Par arrangement avec Sony Music Entertainment

  - Ain't No Rest for the Wicked
    - Écrit par Brad Shultz, Daniel Tichenor, Jared Champion, Lincoln Parish and Matt Shultz
    - Interprété par Cage the Elephant
    - Avec l'aimable autorisation de Jive Records
    - Par arrangement avec Sony Music Entertainment

  - Hang Fire
    - Écrit par Mick Jagger et Keith Richards
    - Interprété par The Rolling Stones
    - Avec l'aimable autorisation de Promotone B.V.

  - Tik Tok
    - Écrit par Lukasz Gottwald, Benjamin Levin et Ke$ha[4]
    - Interprété par Ke$ha
    - Avec l'aimable autorisation de RCA Records
    - Par arrangement avec Sony Music Entertainment

  - This Town
    - Écrit par Lee Hazlewood
    - Interprété par Frank Sinatra
    - Avec l'aimable autorisation de Frank Sinatra Enterprises

  - It's Tricky
    - Écrit par Joseph Simmons, Darryl McDaniels, Jason Mizell and Rick Rubin
    - Interprété par Run-D.M.C.
    - Avec l'aimable autorisation de Profile Records, Inc.
    - Par arrangement avec Sony Music Entertainment

  - Stayin' Alive (Teddybears Remix)
    - Écrit par Barry Gibb, Maurice Gibb et Robin Gibb
    - Interprété par les Bee Gees
    - Avec l'aimable autorisation de Reprise Records
    - Par arrangement avec Warner Music Group Film & TV Licensing

  - Juan-Les-Pins
    - Écrit et interprété par John Parricelli

  - Let's Get It On
    - Écrit par Marvin Gaye et Ed Townsend
    - Interprété par Marvin Gaye
    - Avec l'aimable autorisation de Motown Records
    - Sous licence d'Universal Music Enterprises

  - On My Mind
    - Écrit par Max Fox et Luke Skeels
    - Interprété par The Boneless Ones
    - Avec l'aimable autorisation de Boner Records

  - Flight of the Serpents
    - Écrit et interprété par David Sardy[5]
    - Avec l'aimable autorisation de Forensic Music

  - Rich
    - Écrit par Nasri Atweh, Lolene Everett, Adam Messinger et Damon Sharpe
    - Interprété par Lolene
    - Avec l'aimable autorisation de Capitol Records
    - Sous licence d'EMI Film & Television Music

  - Hungry 'n Tipsy
    - Écrit par Candace Palmer, Nathan McQueen et Brian Grushkin
    - Interprété par Marika May
    - Avec l'aimable autorisation d'Humbled Music
    - Par arrangement avec Coda Music Inc.

  - Get Fresh with You
    - Écrit par Joakim Åhlund, Klas Ahlund, Patrik Arve et Gareth Shelton
    - Interprété par Teddybears featuring Red Fox
    - Avec l'aimable autorisation d'Atlantic Recording Corp.
    - Par arrangement avec Warner Music Group Film & TV Licensing

  - Your Love Is My Drug
    - Écrit par Joshua Coleman, Ke$ha et Pebe Sebert
    - Interprété par Ke$ha
    - Avec l'aimable autorisation de RCA Records
    - Par arrangement avec Sony Music Entertainment